# Temple du Change
Le temple du Change est une église protestante réformée située à Lyon, en France. L'édifice est un ancien établissement de Bourse, la Loge du Change, construit sur des plans de l'architecte Simon Gourdet entre 1631 et 1653 et remanié sous la direction de Soufflot en 1748-1750. Il est affecté aux protestants en 1803 et la paroisse est membre de l'Église protestante unie de France.

## Histoire

### La bourse
La première loge pour la réunion des changeurs est un petit édifice classique construit sur des plans de l'architecte Simon Gourdet entre 1631 et 1653. Comportant quatre arcades en façade et deux sur chacun des côtés, le bâtiment devint très vite insuffisant, mais ne fut pas modifié avant 1748.
L'architecte Jacques-Germain Soufflot fournit les plans et les élévations pour sa réfection, exécutée par l'architecte Jean-Baptiste Roche, qu'il avait lui-même présenté. Les maisons mitoyennes sont abattues, ce qui permet d'agrandir notablement l'édifice, qui gagne une cinquième arcade en façade et une grande salle à l'arrière. Cette salle est aussi haute et large que le bâtiment. Elle est rectangulaire, couverte d'une voûte à l'impériale reposant sur quatre piliers massifs. La façade du premier étage est entièrement refaite.
Durant la Révolution française, la loge du change est abandonnée. Elle devient un moment une auberge. 

### Le temple protestant
En 1803, le bâtiment est affecté par Napoléon au culte réformé, en application des articles organiques du 18 germinal an X (8 avril 1802). Le temple est inauguré par le préfet le 21 brumaire An XII, 14 novembre 1803. Des modifications peu importantes lui sont apportées tout au long du XIXe siècle. Elles portent essentiellement sur l'aménagement intérieur,,.
En 1938, le temple accueille le synode fondateur de l'Église réformée de France. Cette nouvelle église résulte de la fusion  des églises réformées dites orthodoxes de l’Union des Églises évangéliques, les églises protestantes libérales de l’Union des Églises réformées, des églises méthodistes et une grande partie des Églises libres, indépendantes de l’État avant loi de séparation des Églises et de l'État de 1905,.
En 1913, la façade est classée au titre des monuments historiques. Le reste de la loge, y compris le perron, est inscrit aux monuments historiques en 2013. 
En 2015, la ville de Lyon entreprend d'importants travaux de restauration sur l'ensemble de l'édifice.

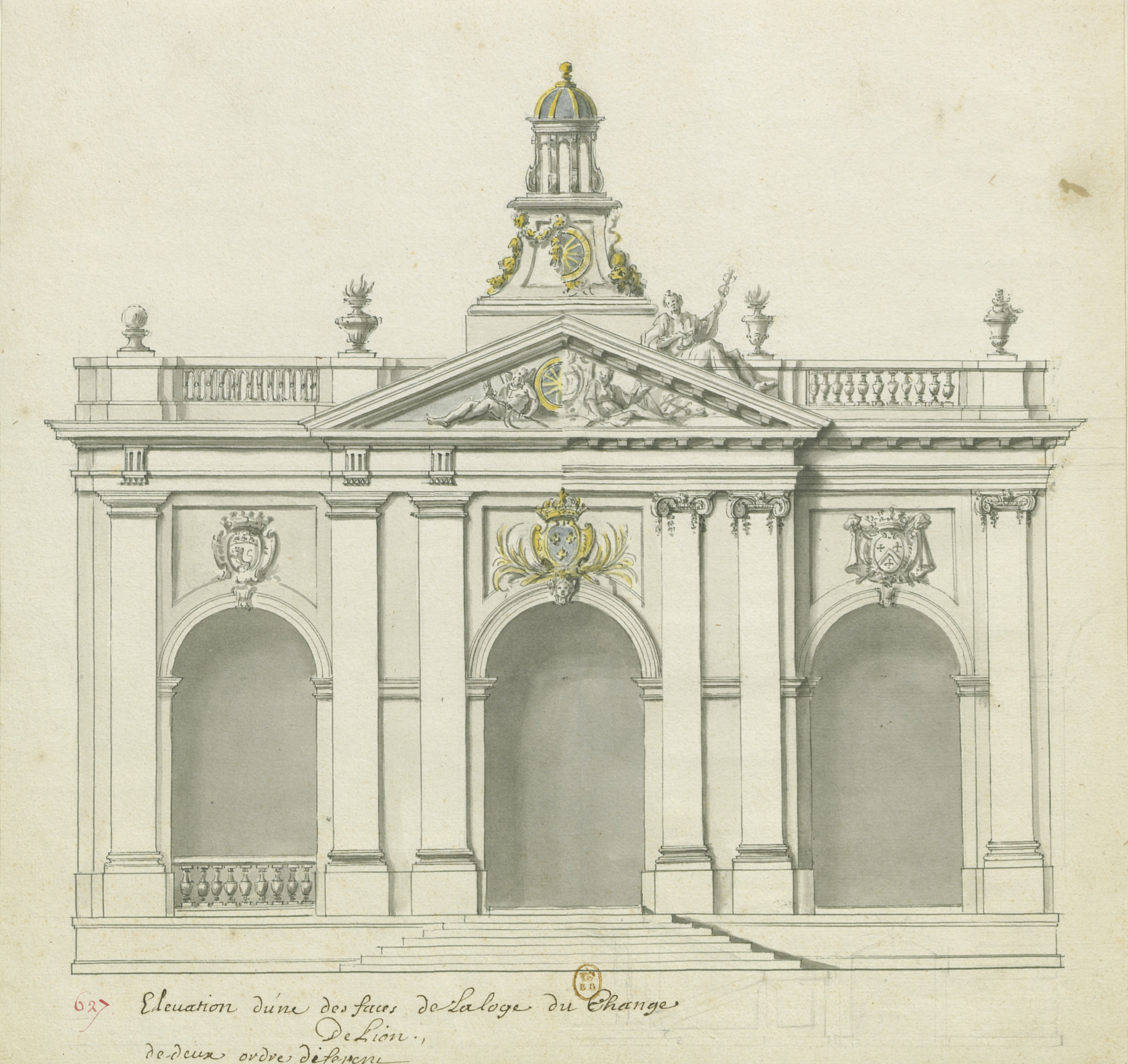
Projet de Robert de Cotte en 1732, non réalisé.
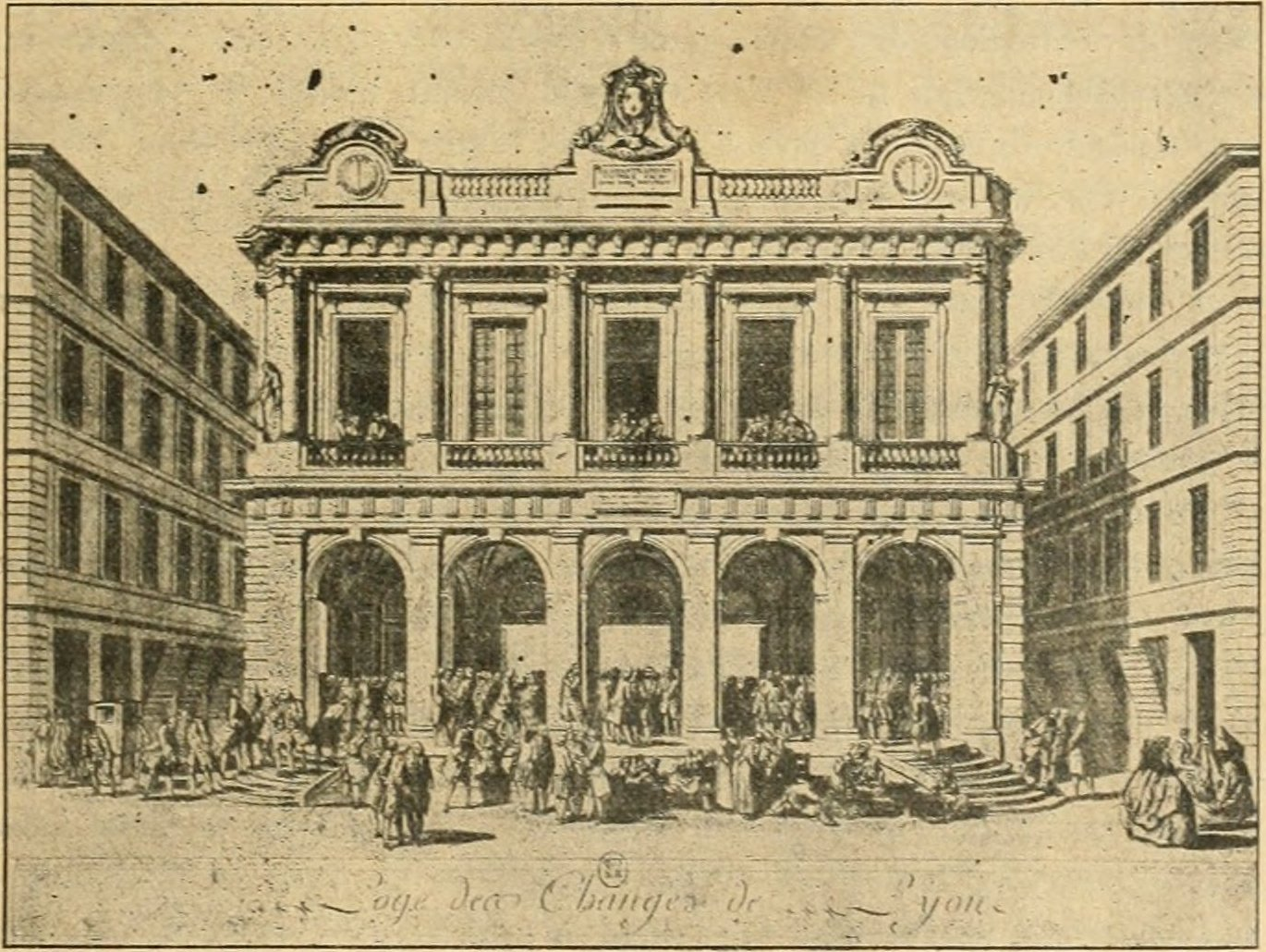
La loge en 1749.
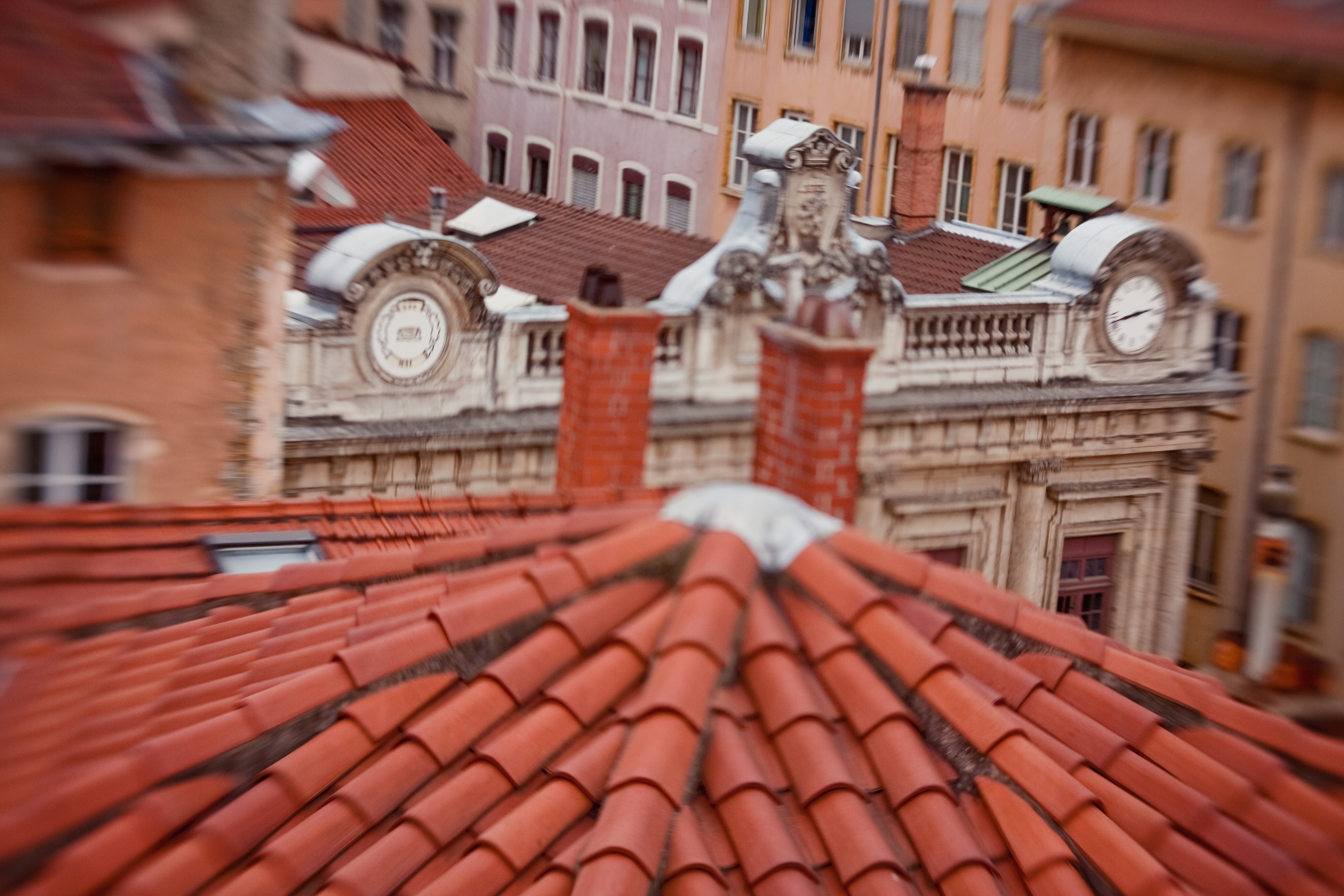
Les cloches sont visibles d'en haut (2010)